# (35172) 1993 TA3
1993 تي أي 3 (ويعرف أيضًا باسم (35172) 1993 تي أي 3 وفق تسمية الكوكب الصغير) (بالإنجليزية: 1993 TA3)‏ هو كويكب ضمن حزام الكويكبات؛ وترتيبه 35172 من حيث الاكتشاف.
اكتُشف هذا الجُرم الفلكي بواسطة Kin Endate ‏ في 11 أكتوبر 1993.

## وصلات خارجية
- (35172) 1993 TA3 في قاعدة بيانات مختبر الدفع النفاث لأجرام النظام الشمسي الصغيرة

- الاكتشاف · مخطط المدار ·  العناصر المدارية · المعلمات المادية

- (35172) 1993 TA3 على موقع ويكي سكاي: DSS2, SDSS, GALEX, IRAS, Hydrogen α, X-Ray, Astrophoto, Sky Map, Articles and images